# Zittelsches Haus

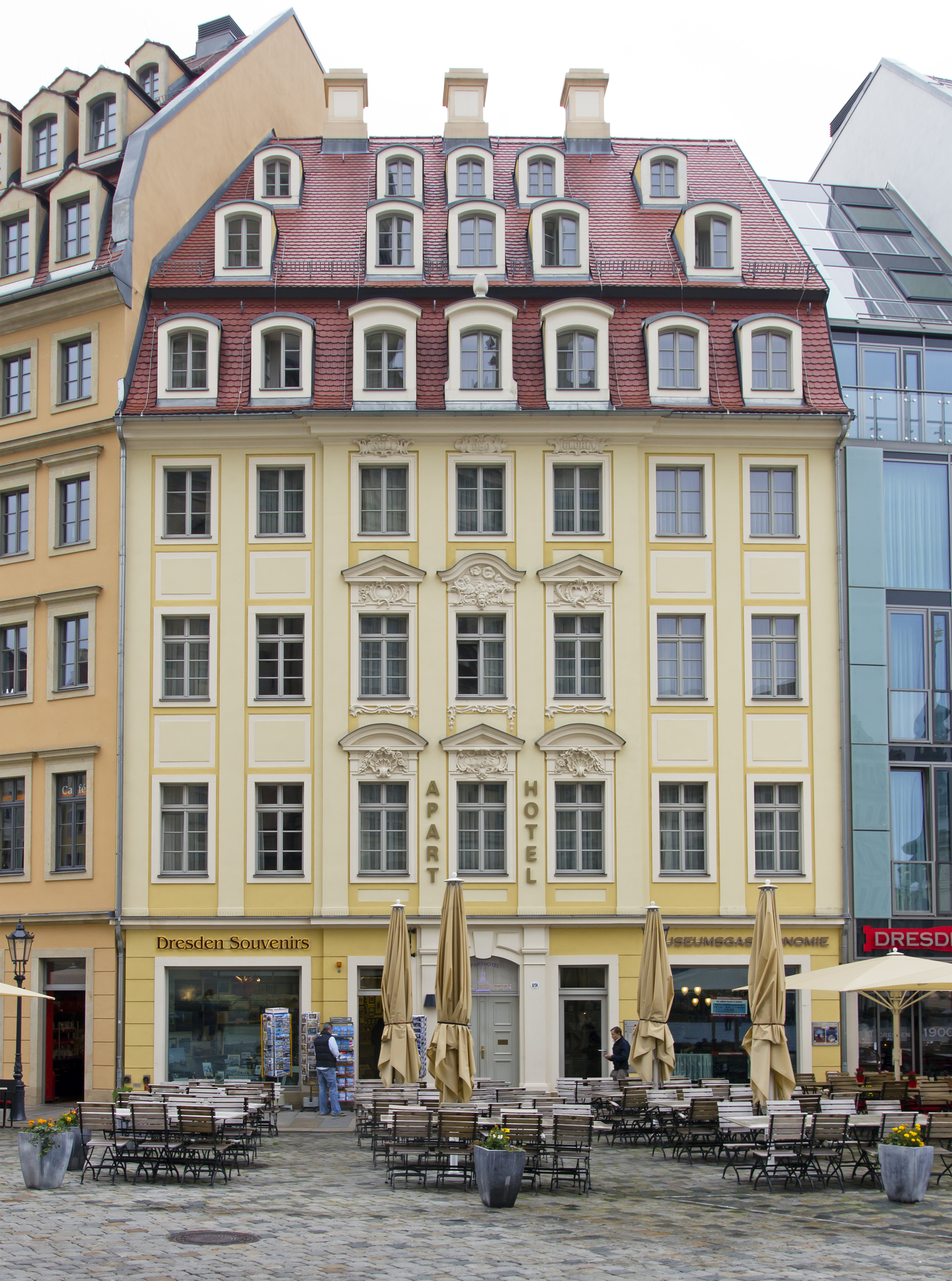
Zittelsches Haus (2013)

Relief mit Medusa-Gesicht, Sonne und Wind am Mittelrisalit

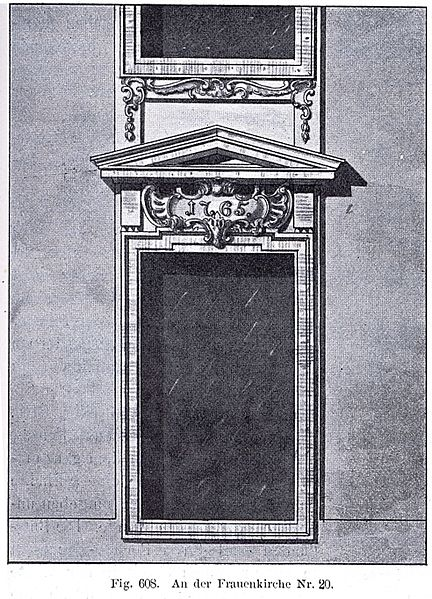
Ornamentales Detail

Das Zittelsche Haus (An der Frauenkirche 19) in Dresden ist ein barockes Wohnhaus. Es wurde bei den Bombardierungen Dresdens 1945 zerstört, inzwischen aber nach historischem Vorbild wiederaufgebaut. Bis 1945 hatte es die Hausnummer 20.

## Geschichte
Der Vorgängerbau gehörte seit dem 7. Januar 1733 Rosina Magdalene Schlottheber, der Ehefrau des Weißbäckers Johann Gottfried Schlottheber. Bei einer nach dem Tod der Hauseigentümerin am 21. August 1749 erfolgten Besteuerung wurde der Wert des Hauses auf die „hohe Summe von 4 600 (!)“ Reichstalern geschätzt. Beim preußischen Bombardement 1760 im Siebenjährigen Krieg wurde das ursprüngliche Gebäude zerstört. Laut der Inschrift im Mittelfenster entstand der Neubau im Jahr 1765. Eigentümer war nun der Weißbäcker Zittel, Architekt war Samuel Locke.
Im Jahr 1797 wird im Dresdner Adressbuch die Witwe Erdmuthe Sophie Zittel als Eigentümerin genannt. Wie in vielen Dresdner Mietshäusern war auch hier die Bewohnerschaft bunt gemischt. Vermutlich in der Beletage wohnte der Kammerherr Traugott Graf von Beust; weitere Bewohner des Hauses waren Clermund Grenard, „vormalige Gouvernante beym Hern. Graf Knuth“, der Klempner Traugott Köhler, der Bäcker Christian Thergen und der Kandidat der Rechter Karl Christoph Thergen.
Auch in den folgenden Jahren scheint im Erdgeschoss des Hauses eine Bäckerei gewesen zu sein. So wird für 1835 und 1850 der Bäcker Heinrich August Kayser als Eigentümer des Zittelschen Hauses geführt. Im Jahr 1855 wird Kayser gar als „Hofmundbäcker“ bezeichnet.
1865, der Eigentümer heißt inzwischen Carl Theodor Wagner, ist Hofglaser und Spiegelfabrikant, befindet sich neben dessen Glaserei auch ein Modegeschäft im Haus. Seit Anfang der 1870er-Jahre bis mindestens 1880 befand sich im Erdgeschoss des Hauses das Zigarren- und Tabakgeschäft Lehmann. Nun aber kam das langsam über alle Stockwerke sich ausdehnende Hotel „Straßburger Hof“ hinzu, das vermutlich aus einem Restaurant hervorging. Ein Werbezettel von ca. 1870 preist die „freie Aussicht nach dem Neumarkt“, „Diners im Restaurant und auf den Zimmern“ sowie „Reinlichkeit und gute Betten“ in Zimmern zu Preisen von 10 bis 20 Neu-Groschen an. In allen Adressbüchern seit etwa 1890 bis zum Ersten Weltkrieg heißt das Haus An der Frauenkirche 20 „Straßburger Hof“. Dies ist auch 1912 noch der Fall, als das Hotel sich laut dem Dresdner Adressbuch nur noch bis zum 2. Obergeschoss erstreckte. In den oberen Etagen wohnten kleine Angestellte (etwa ein Büroassistent) und Handwerker.

## Architektur
Das nach dem Siebenjährigen Krieg gebaute Haus hatte drei Obergeschosse und schloss mit einem Mansarddach ab. Der Mittelrisalit des siebenachsigen Gebäudes war drei Fensterachsen breit. Er wurde seitlich jeweils von Rücklagen flankiert, die zwei Fensterachsen breit waren und unprofilierte Fenstergewände, aufgeputzte Lisenen sowie Rechteckfelder zeigten.
Der Mittelrisalit zeigte gegenüber den Rücklagen „opulente[n] Dekor“. Im ersten Obergeschoss der mittleren Achse des Mittelrisalits war eine Fensterverdachung mit Dreiecksgiebel zu sehen, die auf triglyphenartigen Konsolen ruhte. Zwischen diesen Konsolen unterhalb des Dreiecksgiebels war eine mit Rocaille- und blütengeschmückten Kartusche und die Inschrift „1765“ zu sehen. Die dreieckige Fensterverdachung in der Mitte wurde seitlich jeweils von Verdachungen mit Segmentbogen und blütengeschmückten Muscheln flankiert.
Im zweiten Obergeschoss der mittleren Achse des Mittelrisalits war eine Fensterverdachung mit Schweifgiebel zu sehen, in dessen Feld ein Relief der zwischen Wolken aufgehenden Sonne zu sehen war. Unterhalb des Reliefs befand sich ein Medusa-Gesicht, das als Schlussstein des darunter befindlichen Fenstersturzes diente. Die Fensterverdachung mit Schweifgiebel in der Mitte wurde auf beiden Seiten von dreieckigen Fensterverdachungen flankiert.
Im dritten Obergeschoss waren über den Fenstern die Beschriftungen „Deo“, „Soli“ und „Gloria“ (→ Soli Deo Gloria, „dem alleinigen Gott die Ehre“) mit rahmendem Rocaillewerk frei angebracht.

## Kunstgeschichtliche und städtebauliche Bedeutung
Laut Hertzig zählt das Gebäude zu den „kunsthistorisch bedeutendsten Bauten“ des Dresdner Barock. Zudem kann es „als das Meisterwerk Samuel Lockes angesehen werden“. Das reiche dichtgesetzte Schmuckwerk sowie die bewusst dekorative Übereinanderstellung der Mittelachsen mit Hilfe des Dekors „zählten zum Besten und Schönsten was es in Dresden zu jener Zeit gab“.
Locke verwendete in der bürgerlichen Architektur eine abgewandelte Form des Stils von Johann Christoph Knöffel, entscheidendes Merkmal war hier die Lisene in Form eines Fassadenreliefs.
Das Gebäude war auch „städtebaulich von Bedeutung […] Ihre leicht gebrochene Dreiteiligkeit paßte sich elegant dem sachten Schwung der Bauflucht an, wodurch das […] Haus zu dem geschmeidigen räumlichen Übergang vom Neumarkt zur Rampischen Gasse beitrug“.
Hertzig zufolge ist das Haus aufgrund der aufwändigen Dekoration ein „architektonischer Höhepunkt“ der Zeit nach dem preußischen Bombardement 1760.